# Stazione di Bielefeld Centrale
La stazione di Bielefeld Centrale (in tedesco Bielefeld Hbf) è la principale stazione ferroviaria della città tedesca di Bielefeld.